# Pagurus chevreuxi
Pagurus chevreuxi is een tienpotigensoort uit de familie van de Paguridae. De wetenschappelijke naam van de soort is voor het eerst geldig gepubliceerd in 1896 door Bouvier.